# Bernard Tekpetey
Bernard Tekpetey (* 3. September 1997 in Accra) ist ein ghanaischer Fußballspieler. Der Außenstürmer steht seit Juli 2021 beim bulgarischen Erstligisten Ludogorez Rasgrad unter Vertrag.
Nachdem der bulgarische Fußballverband im Sommer 2024 Interesse bekundet hatte, Tekpetey für die bulgarische Fußballnationalmannschaft zu nominieren, erhielt dieser kurz darauf die bulgarische Staatsangehörigkeit.

## Vereinskarriere

### UniStar Soccer Academy
Tekpetey hatte in Ghana nie in einem Verein gespielt. Er gehörte von 2012 bis Anfang 2016 der Akademie UniStar Soccer an und stand nicht im Fokus des ghanaischen Fußballverbandes. Auf Empfehlungen des ehemaligen Fußballspielers Gerald Asamoah, der Tekpetey Ende 2015 in Ghana entdeckt hatte, wurde er von Oliver Ruhnert, dem Direktor der Knappenschmiede, der Jugendakademie von Schalke 04, zum Probetraining eingeladen. Der junge Außenstürmer konnte in einem Testspiel gegen die Profis des VfL Bochum überzeugen.

### FC Schalke 04
Von Februar 2016 bis Juli 2016 stand Tekpetey im Kader der zweiten Mannschaft der Schalker, die in der Saison 2015/16 in der Fußball-Regionalliga-West spielte. Sein erstes Spiel absolvierte er am 12. Februar 2016 beim 2:2 im Spiel gegen die Zweite Mannschaft von Borussia Mönchengladbach. Seine ersten beiden Tore erzielte er am 20. Februar 2016, dem 24. Spieltag, bei der 2:4-Niederlage gegen RW Oberhausen. Am Ende der Rückrunde hatte Tekpetey 16 Spiele bestritten, vier Tore erzielt und ein weiteres vorbereitet.
Zu Beginn der Saison 2016/17 wurde er von Trainer Markus Weinzierl in den Profikader berufen. Grund dafür war auch eine Regeländerung des Fußball- und Leichtathletik-Verbandes Westfalen (FLVW): Der Einsatz von Nicht-EU-Ausländern in der Regionalliga wurde verboten. Im Testspiel gegen den DSC Wanne-Eickel erzielte Tekpetey beim 13:0-Sieg zwei Tore. Im Trainingslager in Mittersill, Österreich, schoss er im Testspiel gegen den FC Bologna das Siegtor zum 2:1. Anschließend erlitt Tekpetey im Trainingslager eine Achillessehnen-Verletzung. Ab Mitte Oktober 2016 stand er wegen der Verletzungen von Breel Embolo, Klaas-Jan Huntelaar und Franco Di Santo regelmäßig im Profikader der Schalker, kam aber zu keinem Einsatz. Am 24. November 2016, im fünften Gruppenspiel der Europa League im Heimspiel gegen OGC Nizza, debütierte Tekpetey in einem Pflichtspiel für den FC Schalke 04. Bei dem Sieg der Schalker holte er den Elfmeter heraus, der zum 2:0-Endstand führte, und wurde in der Nachspielzeit mit Gelb-Rot vom Platz gestellt. Am 17. Dezember 2016, dem 15. Spieltag der Fußball-Bundesliga beim 1:1 gegen den SC Freiburg, machte er sein Bundesliga-Debüt, als er in der 87. Minute für Max Meyer eingewechselt wurde.

### SCR Altach

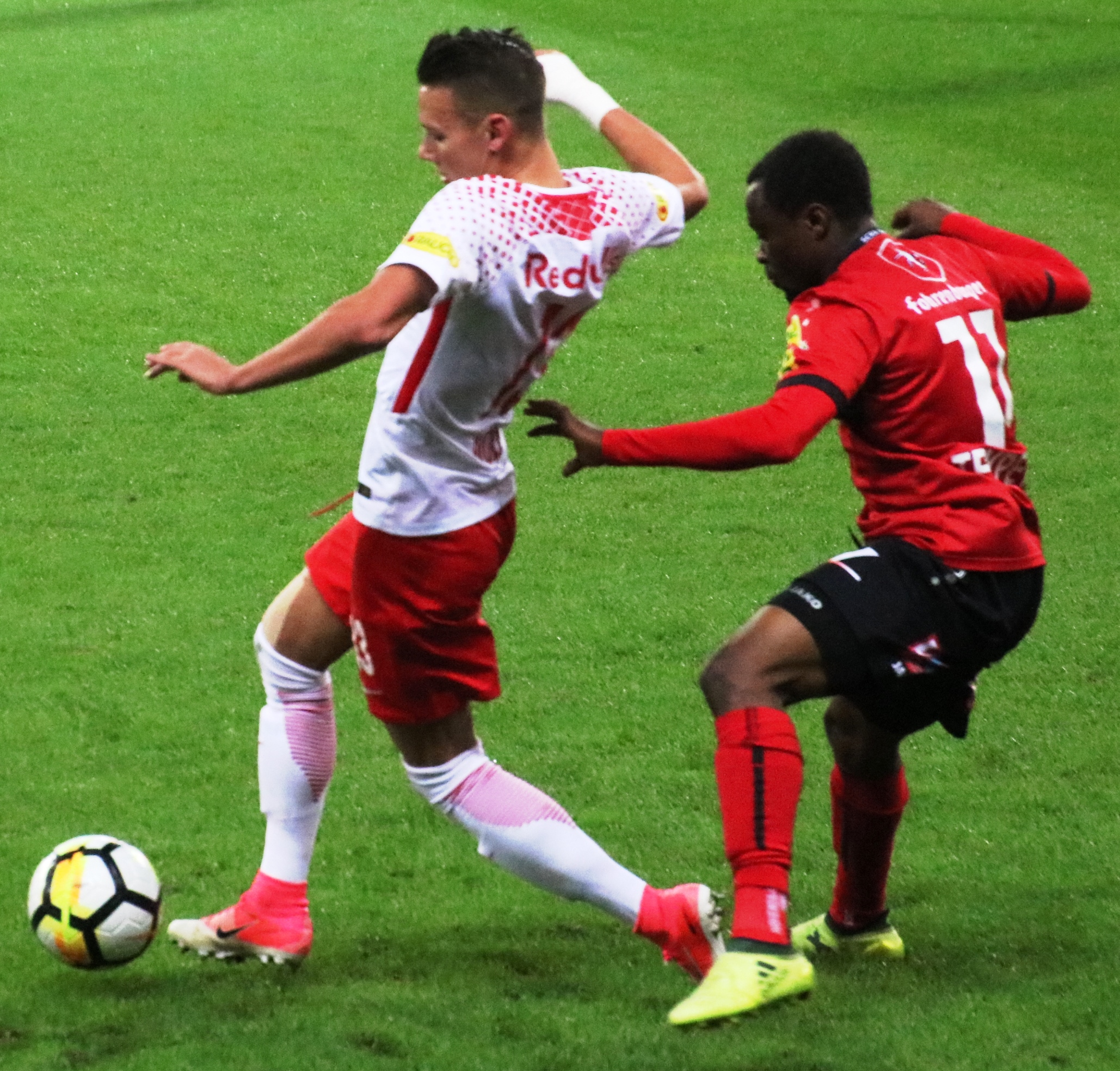
Tekpetey im Zweikampf mit Hannes Wolf (2017)

Nachdem sein Vertrag beim FC Schalke 04 bis zum 30. Juni 2020 verlängert wurde, wechselte Tekpetey im August 2017 leihweise zum österreichischen Bundesligisten SCR Altach. Am 16. September 2017, dem achten Spieltag der Bundesliga 2017/18, erzielte er mit dem 2:1 die zwischenzeitliche Führung im Spiel gegen den SK Rapid Wien. Das Spiel endete 2:2. Am 20. September 2017 konnte er in der zweiten Runde des ÖFB-Cups im Spiel gegen Union Gurten sein erstes Pokaltor erzielen. Durch einen 3:4-Sieg gelang die Mannschaft ins Achtelfinale, wo man dem SK Sturm Graz unterlag.
Im Januar 2018 wurde der Leihvertrag aufgelöst.

### SC Paderborn 07
Zur Saison 2018/19 wechselte Tekpetey in die 2. Bundesliga zum Aufsteiger SC Paderborn 07, bei dem er einen Vertrag bis Ende Juni 2021 unterschrieb. Der FC Schalke 04 sicherte sich eine Rückkaufoption. Tekpetey etablierte sich unter Steffen Baumgart als Stammspieler und kam in 32 Zweitligaspielen (23-mal von Beginn) zum Einsatz, in denen er 10 Tore erzielte. Am Saisonende gelang dem Aufsteiger der Durchmarsch in die Bundesliga.

### Über Düsseldorf nach Rasgrad
Zur Saison 2019/20 erwarb der FC Schalke 04 mittels der im Vorjahr festgeschriebenen Rückkaufoption die Transferrechte an Tekpetey zurück. Er stieg Anfang Juli jedoch nicht in die Vorbereitung ein. Wenige Tage später wechselte der Stürmer für zwei Jahre auf Leihbasis zum Ligakonkurrenten Fortuna Düsseldorf; im Gegenzug verpflichtete Schalke 04 Benito Raman. Tekpetey absolvierte unter dem Cheftrainer Friedhelm Funkel 8 Bundesligaspiele (4-mal von Beginn). Nachdem Uwe Rösler die Mannschaft Ende Januar übernommen hatte, wurde er nur noch ein weiteres Mal eingesetzt. Am Saisonende stieg Fortuna Düsseldorf in die 2. Bundesliga ab.
In der Sommerpause 2020 äußerte Tekpetey öffentlich, dass er unter Rösler nicht mehr spielen werde. Zum Vorbereitungsstart wurde er daher freigestellt. Ende Juli 2020 wurde die Leihe vorzeitig beendet, woraufhin Tekpetey für zwei Jahre auf Leihbasis nach Bulgarien zum amtierenden Meister Ludogorez Rasgrad wechselte. Er kam in der Saison 2020/21 zu 24 Ligaeinsätzen, in denen er zwei Tore und acht Vorlagen zum Gewinn der Meisterschaft beisteuerte. Zudem kam er u. a. zweimal in der Champions-League-Quali, einmal in der Europa-League-Quali sowie sechsmal in der UEFA Europa League 2020/21 zum Einsatz. Außerdem absolvierte er drei Spiele im bulgarischen Fußballpokal 2020/21 und steuerte dabei zwei Treffer und einen Assist bei.
Zur Saison 2021/22 wurde der Offensivspieler schließlich fest verpflichtet.

## Nationalmannschaft
Ende Dezember 2016 wurde bekannt, dass Tekpetey von Trainer Avram Grant in den vorläufigen Kader Ghanas für die Fußball-Afrikameisterschaft 2017 in Gabun nominiert wurde. Am 5. Januar 2017 gab Grant bekannt, dass Tekpetey zum endgültigen Kader gehören wird und wie sein Schalker Mitspieler Abdul Rahman Baba Ghana beim Afrika-Cup vertreten wird. Seinen ersten Länderspieleinsatz absolvierte er am 25. Januar 2017, als er beim Gruppenspiel gegen Ägypten eingewechselt wurde. Sein erstes Spiel in der Startelf bestritt er beim Spiel um Platz 3 gegen die Auswahl von Burkina Faso. Am Ende des Wettbewerbs erreichte Tekpetey mit seiner Mannschaft den vierten Platz.

## Spielweise
Sein ehemaliger Trainer bei der Zweiten Mannschaft von Schalke 04, Jürgen Luginger, sagte über Tekpetey, dieser „lebe von seinem Tempo, von seiner Wendigkeit und Antrittsschnelligkeit“. Zudem wird seine hohe Spielintelligenz gelobt. Er gilt als gedanklich blitzschnell und ist beidfüßig.

## Erfolge
- Bulgarischer Meister: 2021, 2022
- Gewinner bulgarischer Supercup: 2021
- Aufstieg in die Bundesliga: 2019